# 張烈 (繙譯進士)
張烈（1716年—？年），字號不詳，正黃旗漢軍左淵佐領、王固材王國才佐領下人，清朝政治人物。

## 生平
乾隆十七年（1752年）壬申恩科繙譯進士。授內閣中書。後累遷刑部堂主事。
三十一年（1766年）十二月，論俸籤升戶部福建司員外郎缺。
三十二年（1767年）正月，補戶部福建司員外郎。
三十四年（1769年）二月，兼公中佐領，論俸籤升戶部浙江司郎中缺。後調戶部廣東司郎中。
三十八年（1773年）十一月，俸滿截取引見，記名以繁缺知府用，
四十年（1775年）十月，大選，籤分湖南寶慶府知府。
四十一年（1776年）正月，補湖南寶慶府知府，隨即患病回旗調理，由焦爾厚署理知府。
四十八年（1783年）六月，痊癒後引見，奉旨以部員用，籤分戶部湖廣司員外郎。
五十二年（1787年）六月，籤升工部屯田司郎中。

## 家族
女一，固山贝子綿㣚嫡夫人。